# Otó I de Saxònia
Otó (c. 851 - 30 de novembre del 912), anomenat l'Il·lustre (der Erlauchte) per autors posteriors, va ser el duc de Saxònia des 880 fins a la seva mort.
Era el fill menor del duc de Saxònia Liudolf i la seva dona, Oda de Billung, i va succeir al seu germà Bruno com a duc després de la mort d'aquest en batalla l'any 880. La seva família, el nom del seu pare, es diu el Liudolfing, després de l'adhesió del seu net l'emperador Otó I també la dinastia otoniana.
En una carta del rei Lluís el Jove de l'Abadia de Gandersheim data 26 de gener 877, el pago Suththuringa (regió del sud de Turíngia) es descriu com en comitatu ottonis (al comtat d'Otó). En una carta de 28 de gener 897, Otó es descriu com marchio i pago Eichesfelden (Eichsfeld) es troba ara a ser dins del seu comtat (marca). També va ser l'abat laic de l'Abadia de Hersfeld l'any 908. Va ser descrit com Magni Ducis Oddonis (gran duc Otó) per Widukind de Corvey l'hora de descriure el matrimoni de la seva germana, Liutgard, al rei Lluís.
Otó pocs cops sortia de Saxònia. Era un príncep regional i els seus senyors, Lluís el Jove i l'emperador Arnulf de Caríntia, amb qui estava en bons termes, rares vegades interferia a Saxònia. En Saxònia, Otó era el rei en la pràctica i es va establir com a regla tributària sobre els veïns eslaus tribus, com els daleminzi.
D'acord amb Widukind de Corvey, Otó se li va oferir el regne de Frància Oriental després de la mort de Lluís el Nen en 911, però no ho va acceptar per la seva avançada edat, suggerint Conrad I d'Alemanya. La veracitat d'aquest informe es considera dubtosa.
L'esposa d'Otó era Hedwiga (903), filla d'Enric de Nèustria. Otó era i està enterrat a l'església de l'abadia de Gandersheim. Tenia dos fills, Thankmar i Liudolf, que abans que ell, però al seu tercer fill Enric el va succeir com a duc de Saxònia i més tard va ser triat rei. La seva filla Oda de Saxònia, es va casar amb el rei carolingi Zwentibold de Lotaríngia.